# Província de Kiustendil

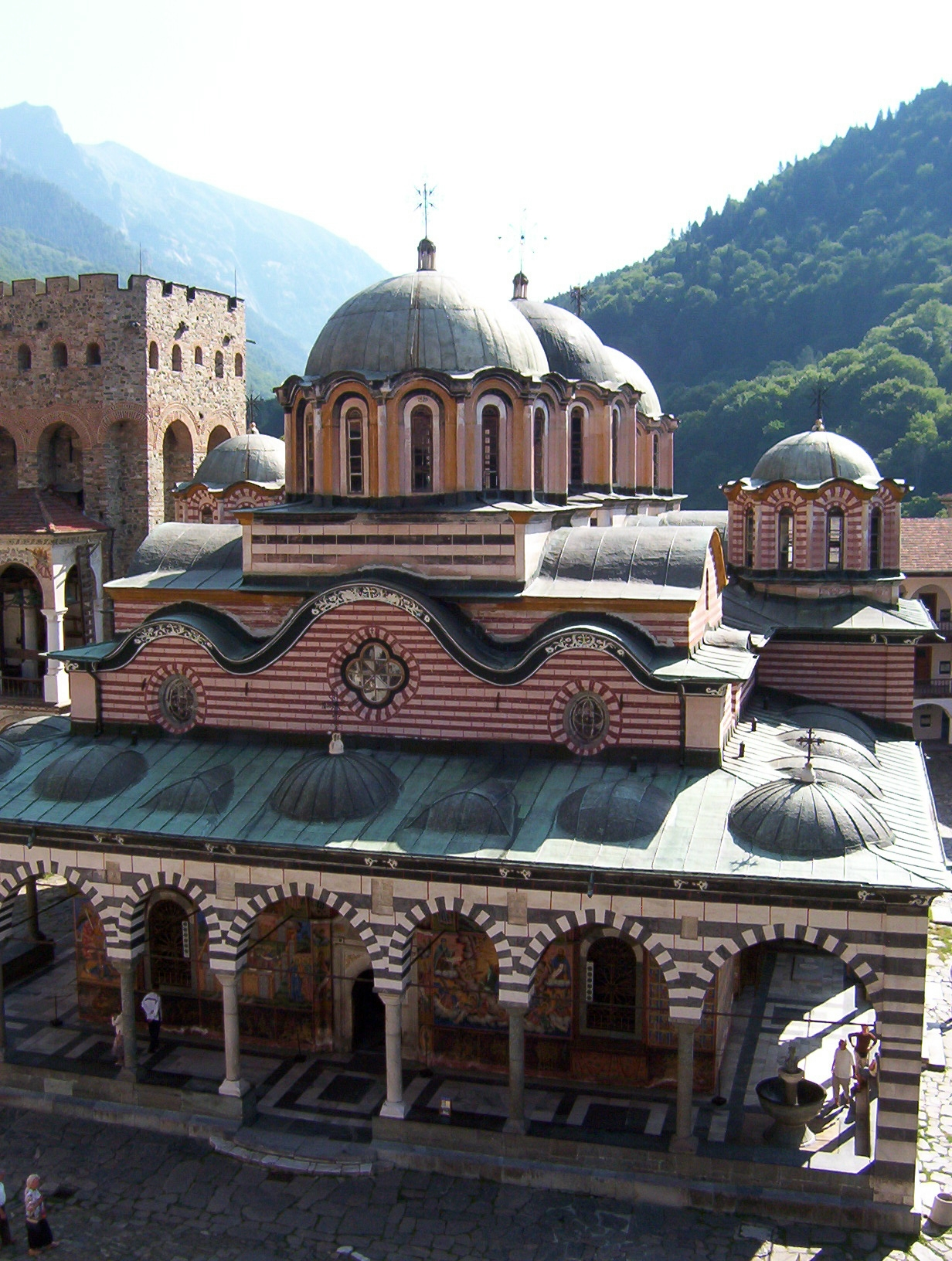
The Rila monastery

La província de Kiustendil (en búlgar: Кюстендилска област) és una província de l'oest de Bulgària, que limita amb Macedònia del Nord i Sèrbia. La principal ciutat és Kiustendil, i altres ciutats importants són:
- Dupnitsa
- Bobov dol
- Kocherinovo
- Boboshevo
- Separeva banya
- Rila

La Regió de Kiustendil està situada al sud-oest de Bulgària, ocupa una àrea de 3084,30 km². (constitueix el 2,7% del total de Bulgària), i una població de 173 889. Limita amb les províncies de Sofia, Pernik i Blagòevgrad, mentre que a l'oest, fa frontera amb Macedònia del Nord i Sèrbia. El principal centre administratiu és Kiustendil.